# Henriette Gallé
Pour les articles homonymes, voir Gallé.
Henriette Grimm, plus connue sous le nom d'Henriette Gallé, est l'épouse d'Émile Gallé et l'une des principales figures féminines du mouvement de l'école de Nancy.

## Biographie
Henriette Grimm naît dans une famille protestante alsacienne ; elle est la deuxième fille de Daniel Grimm, pasteur de l'Église réformée de Bischwiller et de Caroline Grimm. Elle obtient son brevet d'institutrice et travaille de 1869 à 1871 comme préceptrice à Londres. Elle est en Angleterre durant la guerre franco-allemande de 1870 et opte pour la France en septembre 1872, s'installant à Nancy, où elle épouse Émile Gallé le 4 mai 1875,. Le couple a quatre filles, dont elle assure à domicile l'instruction primaire. Elle exprime ses convictions républicaines et dreyfusardes : femme de conviction, elle écrit directement à Alfred Dreyfus pour lui témoigner son soutien, et signe l'« Appel aux femmes françaises » de 1899,. Elle écrit dans L'Étoile de l'Est, dont Émile Gallé est cofondateur, et appuie la création de l'Université populaire de Nancy. Elle devient trésorière de la section de la Ligue des droits de l'homme de Nancy après la mort de son mari.
Elle entretient une correspondance avec Émile Zola et Joseph Reinach. Elle correspond en 1902 avec André Gide qui leur a envoyé L'Immoraliste.
Investie dans l'atelier de son époux, c'est elle qui en gère les aspects commerciaux et financiers. Lorsqu'il tombe malade, elle s'implique davantage dans le fonctionnement de l'usine. Il lui donne la signature en novembre 1902 et, après la mort d'Émile Gallé, le 23 septembre 1904, elle prend en mains la société, jusqu’à sa mort en 1914, avec l'appui d'un directeur, puis d'un de ses gendres, Paul Perdrizet qui dirige ensuite la firme.

## Postérité
En 2014, la Bibliothèque des Arts publie la correspondance d'Émile et Henriette Gallé, permettant ainsi de faire connaître l'implication d'Henriette Gallé dans la carrière de son mari, en particulier son travail émotionnel et ses capacités de gestion de l'entreprise lorsque celui-ci était malade.

## Hommage
En 1878, l’horticulteur nancéien François Félix Crousse baptise une de ses pivoines « Madame Gallé ». Le critique d'art Roger Marx lui dédicace deux ouvrages de comptes rendu des Expositions universelles de 1889 et 1900 pur honorer son soutien envers son époux et son entreprise.
La rue Henriette Gallé-Grimm a été inaugurée à Nancy en 2014.

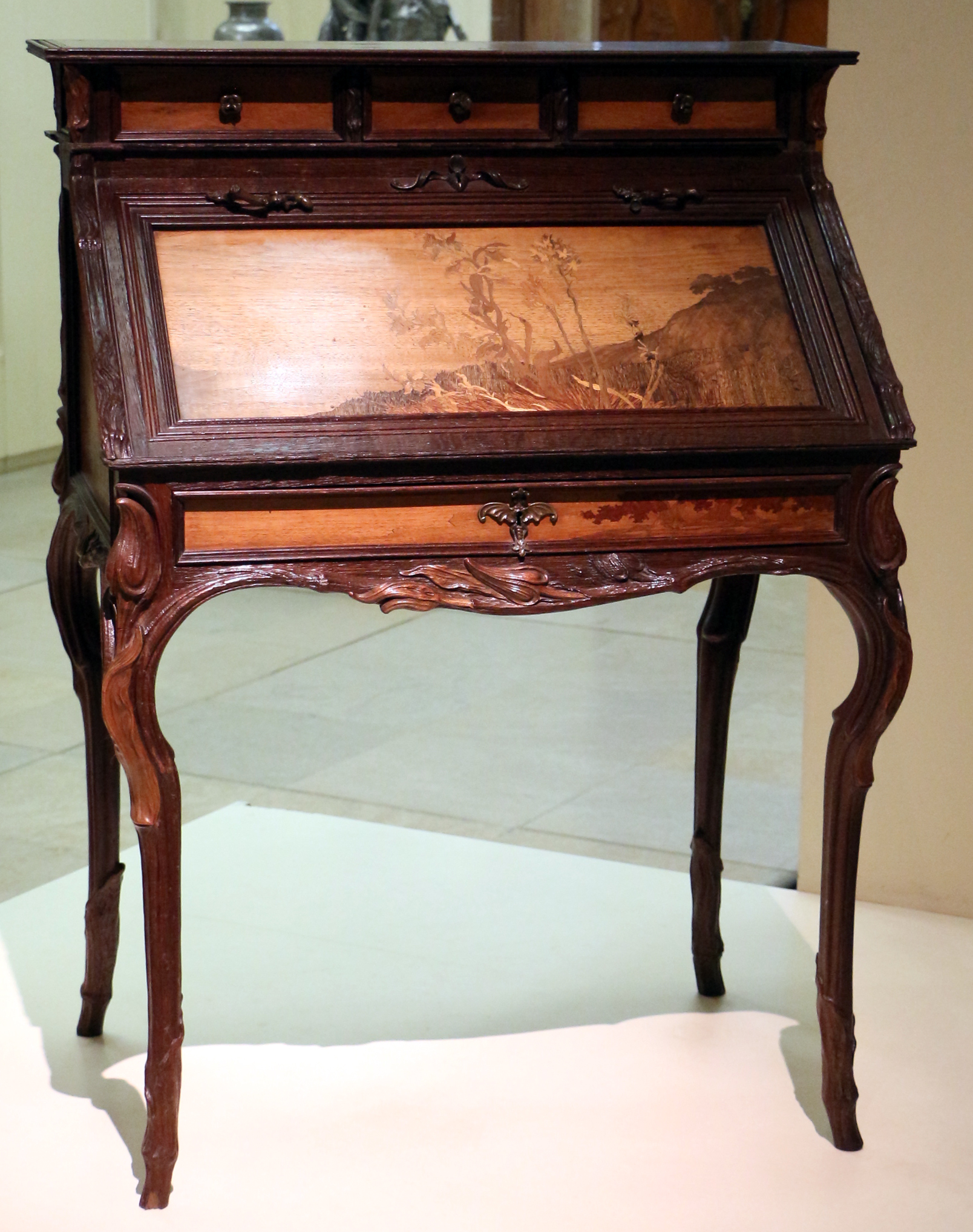
Émile gallé, bureau 'foresta lorenese' ou "La Forêt Lorraine". Offert à son épouse, Henriette Gallé, 1900